# Herbert O’Conor

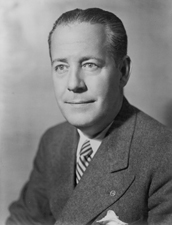
Herbert O’Conor

Herbert Romulus O’Conor (* 17. November 1896 in Baltimore, Maryland; † 4. März 1960 ebenda) war ein US-amerikanischer Politiker (Demokratische Partei) und von 1939 bis 1947 Gouverneur des Bundesstaates Maryland. Zwischen 1947 und 1953 vertrat er seinen Staat im US-Senat.

## Frühe Jahre und politischer Aufstieg
Herbert O’Conor besuchte die Grundschule in seiner Heimat und dann bis 1917 das Loyola College in Baltimore. Danach studierte er bis 1920 an der University of Maryland Jura. Während seiner Schulzeit war er an der Herausgabe einer Schülerzeitung beteiligt. Im Ersten Weltkrieg diente er in der Reserve der Marine. Nach seiner Zulassung als Rechtsanwalt begann er in Baltimore in diesem Beruf zu arbeiten. In Baltimore war er im Jahr 1920 auch bei den Zeitungen  „Baltimore Sun“ und „Evening Sun“ angestellt.
Zwischen 1920 und 1922 war er zunächst stellvertretender Staatsanwalt, ehe er 1923 zum Staatsanwalt befördert wurde. Dieses Amt übte er bis 1934 aus. Zwischen 1935 und 1939 war er Attorney General von Maryland. Im Jahr 1938 wurde er gegen den republikanischen Amtsinhaber Harry Nice zum neuen Gouverneur seines Staates gewählt.

## Gouverneur von Maryland
Herbert O’Conor trat sein neues Amt am 11. Januar 1939 an. Nach einer Wiederwahl im Jahr 1942 konnte er bis Januar 1947 im Amt bleiben. Seine Amtszeit war von den Ereignissen des Zweiten Weltkriegs überschattet. Der Gouverneur unterstützte die Kriegsanstrengungen der Bundesregierung. Außerdem wurde in Maryland ein Verteidigungsrat (Council of Defense) geschaffen. Neben den kriegsbedingten Aktivitäten wurde damals in Maryland ein Programm zur medizinischen Betreuung für die Armen des Staates entwickelt. O’Conor förderte auch den Ausbau der Infrastruktur. So wurden neue Brücken gebaut und das Transportwesen verbessert. Auch die Handelsbeziehungen zu anderen US-Bundesstaaten wurden verbessert.
O’Conor war im Jahr 1942 Vorsitzender der Konferenz aller US-Gouverneure. Außerdem war er noch Mitglied zahlreicher anderer Gouverneursvereinigungen. Nachdem er im Herbst 1946 in den US-Senat gewählt worden war, trat er am 3. Januar 1947 vom Amt des Gouverneurs zurück, um seinen Sitz im Kongress einzunehmen. Allerdings erfolgte sein Rücktritt ohnehin nur wenige Tage vor Ablauf der regulären Amtszeit. Sein bereits gewählter Nachfolger William Preston Lane übernahm dann seine neue Aufgabe entsprechend früher.

## Senator
Herbert O’Conor trat sein Amt im Kongress am 3. Januar 1947 als Class-1-Senator und Nachfolger von George Radcliffe an. Dort wurde er Vorsitzender eines Ausschusses, der sich mit den Geschäften des organisierten Verbrechens zwischen den einzelnen Bundesstaaten befasste (Special Committee on Organized Crime in Interstate Commerce). Für die Wahlen des Jahres 1952 wurde O’Conor nicht wieder nominiert. Sein Sitz ging im Januar 1953 an James Glenn Beall.

## Weiterer Lebenslauf
Nach dem Ende seiner politischen Tätigkeit war Herbert O’Conor als Anwalt in Baltimore und Washington tätig. Er verstarb am 4. März 1960 in Baltimore. Mit seiner Frau Eugenia Byrnes hatte er fünf Kinder.